# Aonidomytilus crookiae
Aonidomytilus crookiae är en insektsart som först beskrevs av Ferris 1954.  Aonidomytilus crookiae ingår i släktet Aonidomytilus och familjen pansarsköldlöss. Inga underarter finns listade i Catalogue of Life.